# (2841) Puijo
(2841) Puijo es un asteroide perteneciente al cinturón de asteroides, descubierto el 26 de febrero de 1943 por Liisi Oterma desde el Observatorio de Iso-Heikkilä, en Turku, Finlandia.

## Designación y nombre
Designado provisionalmente como 1943 DM. Fue nombrado Puijo en homenaje a la colina Puijo, al norte de Finlandia.